# Johannes Moor (kierowca wyścigowy)
Johannes Moor (ur. 3 lipca 1992 w Tartu) – estoński kierowca wyścigowy.

## Kariera
Moor rozpoczął karierę w wyścigach samochodowych w 2008 roku od startów w Estońskiej Formule Renault oraz w Formule Renault 2.0 NEZ. W żadnej z tych serii jednak nie zdobywał punktów. W późniejszych latach pojawiał się także w stawce Północnoeuropejskiego Pucharu Formuły Renault 2.0, Szwedzkiej Formuły Renault, Fińskiej Formuły Renault oraz w Europejskiego Pucharu Formuły Renault 2.0.

## Statystyki
| Sezon | Seria                                         | Zespół           | Wyścigi | Zwycięstwa | PP | NO | Podium | Punkty | Pozycja |
| ----- | --------------------------------------------- | ---------------- | ------- | ---------- | -- | -- | ------ | ------ | ------- |
| 2008  | Formuła Renault 2.0 NEZ                       | Scuderia Nordica | 1       | 0          | 0  | 0  | 0      | 0      | NS      |
| 2008  | Estońska Formuła Renault                      | Scuderia Nordica | 1       | 0          | 0  | 0  | 0      | 0      | NS      |
| 2009  | Fińska Formuła Renault                        | RedStep Formula  | 8       | 0          | 0  | 1  | 1      | 160    | 5       |
| 2009  | Szwedzka Formuła Renault                      | RedStep          | 4       | 0          | 0  | 0  | 0      | 0      | NS      |
| 2009  | Północnoeuropejski Puchar Formuły Renault 2.0 |                  | 2       | 0          | 0  | 0  | 0      | 7      | 35      |
| 2009  | Formuła Renault 2.0 NEZ                       | RedStep Formula  | 2       | 0          | 0  | 0  | 0      | 16     | 20      |
| 2010  | Formuła Renault 2.0 NEZ                       | T.T. Racing      | 12      | 0          | 0  | 0  | 4      | 101    | 6       |
| 2010  | Szwedzka Formuła Renault                      | T.T. Racing      | 12      | 0          | 0  | 0  | 4      | 101    | 6       |
| 2010  | Fińska Formuła Renault                        | T.T. Racing      | 8       | 3          | 1  | 2  | 6      | 96     | 2       |
| 2011  | Północnoeuropejski Puchar Formuły Renault 2.0 | MP Motorsport    | 5       | 0          | 0  | 0  | 0      | 18     | 39      |
| 2011  | Europejski Puchar Formuły Renault 2.0         | MP Motorsport    | 13      | 0          | 0  | 0  | 0      | 0      | 27      |